# Taonura colus
Taonura colus är en svampdjursart som först beskrevs av Jean-Baptiste Lamarck 1814.  Taonura colus ingår i släktet Taonura och familjen Thorectidae. Inga underarter finns listade i Catalogue of Life.